# Линч, Пол
Пол Линч (англ. Paul Lynch; род. 9 мая 1977, Лимерик, Манстер) — ирландский писатель, известный своим поэтическим, лирическим стилем и исследованием сложных тем[где?]. Опубликовал пять романов, лауреат ряда наград, в том числе Букеровской премии (2023).

## Биография
Линч родился в Лимерике (Ирландия) в 1977 г., вырос в графстве Донегол, живёт в Дублине. До того как заняться художественной литературой, работал заместителем главного редактора и главным кинокритиком в газете The Sunday Tribune.
Его дебютный роман «Красное небо утром» (Red Sky in Morning) был предметом аукциона шести издательств в Лондоне и получил признание в США и Франции, где книга стала финалистом французской премии Prix du Meilleur Livre Etranger («Лучшая иностранная книга»). Роман был написан под впечатлением от телевизионного документального фильма о раскопках Duffy’s Cut — места под Филадельфией, где в братской могиле были обнаружены останки ирландских эмигрантов XIX века. В романе затрагиваются темы эмиграции, расизма и жестокости, а Алан Чьюз из NPR назвал его работой «аскетичного молодого мастера».
Второй роман Линча, «Чёрный снег» (The Black Snow), рассказывает о возвращении ирландского эмигранта в свою общину в Донеголе и последующей трагедии, когда загорается конюшня. Роман был включен в шорт-лист многих премий и получил французскую премию Prix Libr'à Nous за лучший иностранный роман. Тео Дорган в Sunday Times Ireland назвал книгу «значительным достижением».
Его третий роман «Благодать» (Grace) (2017) — одновременно роман воспитания и плутовской роман, действие которого происходит во время Великого ирландского голода и повествует о борьбе молодой девушки за выживание. Роман получил премию Kerry Group Irish Novel of the Year и был включён в шорт-лист многих премий, в том числе премии The Walter Scott Prize for Historical Fiction. В своей рецензии The New York Times отмечает: «Линч уверенно ходит по канату… Его пышная, поэтичная проза [в романе Grace] намеренно и болезненно выступает в качестве обёртки для реальности голода».
Четвёртый роман Линча «По ту сторону моря» (Beyond the Sea) (2019 г.), вдохновлённый реальными событиями, представляет собой экзистенциальную историю о двух путешественниках, оказавшихся на корабле в Тихом океане. Роман сравнивался различными рецензентами с творчеством Эрнеста Хемингуэя, Сэмюэля Беккета, Германа Мелвилла, Уильяма Голдинга, Фёдора Достоевского и Пабло Неруды и получил французскую премию Prix Gens de Mers в 2022 году.
Пятый роман Линча «Песнь пророка» (Prophet Song) — «леденящее душу исследование превращения Ирландии в фашистское государство». The Guardian назвала его «впечатляющим романом как в стилистическом, так и в политическом плане». За этот роман писатель в 2023 году получил Букеровскую премию.

## Литературные темы и стиль
Романы Линча часто посвящены испытаниям человеческого духа и рассматривают метафизические и экзистенциалистские темы как в ирландской, так и в экзотической среде. В его произведениях затрагиваются такие темы, как отчуждение, перемещение, страдание, реальность, вера, религия и трансцендентность, а также размышления о памяти и идентичности.
Произведения Линча называют «смелыми, грандиозными, завораживающими» и сравнивают с такими авторами, как Кормак Маккарти, Уильям Фолкнер, Герман Мелвилл, Шеймус Хини и Сэмюэл Беккет. Его высоко ценят за умение сочетать поэтический язык с суровым реализмом и за проницательность в отношении человека. Он считается одним из самых значительных ирландских писателей своего поколения.